# Cucumaria japonica
Cucumaria japonica är en sjögurkeart som beskrevs av Semper 1868. Cucumaria japonica ingår i släktet Cucumaria och familjen korvsjögurkor. Inga underarter finns listade i Catalogue of Life.